# Karl Schnabl
Karl Schnabl (* 8. března 1954 Hohenthurn) je bývalý rakouský skokan na lyžích.
Na olympijských hrách v Innsbrucku v roce 1976 vyhrál závod na velkém můstku. Na stejných hrách na středním můstku vybojoval stříbro. Jeho nejlepším výsledkem na mistrovství světa v letech na lyžích bylo třetí místo na šampionátu v Bad Mitterndorfu roku 1975. Vystudoval lékařství na Innsbrucké univerzitě a po skončení závodní kariéry pracoval jako sportovní lékař.